# Pilot Butte
Pilot Butte är en ort i Kanada.   Den ligger i provinsen Saskatchewan, i den sydöstra delen av landet, 2 200 km väster om huvudstaden Ottawa. Pilot Butte ligger 609 meter över havet och antalet invånare är 2615.
Terrängen runt Pilot Butte är platt.  Runt Pilot Butte är det ganska tätbefolkat, med 67 invånare per kvadratkilometer.. Närmaste större samhälle är Regina, 14,3 km väster om Pilot Butte.
Trakten runt Pilot Butte består till största delen av jordbruksmark.